# Assembleia da União
A Assembleia da União (birmanês: ပြည်ထောင်စု လွှတ်တော် [pjìdàʊɴzṵ l̥ʊʔtɔ̀] Pyidaungsu Hluttaw) é o poder legislativo bicameral de Myanmar, estabelecido pela Constituição Nacional de 2008.  A assembleia é composta por duas câmaras, a Casa das Nacionalidades, câmara alta com 224 cadeiras, e a Câmara dos Representantes, câmara baixa com 440 cadeiras.
A Assembleia da União é alojada num prédio de trinta e um andares, que acredita-se representar os 31 planos de existência na cosmologia budista, localizado em Zeya Theddhi, Nepiedó.
Em 16 de março de 2012, os parlamentares decretaram o regresso da Assembleia à União Interparlamentar. Os membros da 2ª legislatura foram eleitos nas eleições gerais de Myanmar em 8 de novembro de 2015.